# Soignolles-en-Brie
Soignolles-en-Brie ist eine französische Gemeinde mit 2024 Einwohnern (Stand 1. Januar 2022) im Département Seine-et-Marne in der Region Île-de-France. Sie gehört zum Arrondissement Melun und zum Kanton Fontenay-Trésigny. Die Einwohner nennen sich Soignollais.

## Lage
Soignolles-en-Brie liegt 36 Kilometer südöstlich von Paris. Nachbargemeinden sind unter anderem Solers, Lissy und Coubert.

## Geschichte
Der Ort gehörte ab dem 16. Jahrhundert verschiedenen Grundherren.

## Bevölkerungsentwicklung
| Jahr      | 1962 | 1968 | 1975 | 1982 | 1990 | 1999 | 2007 | 2019 |
| Einwohner | 834  | 840  | 940  | 1113 | 1474 | 1962 | 2008 | 2009 |

## Sehenswürdigkeiten
- Kirche Notre-Dame-de-l'Assomption, erbaut nach dem 13. Jahrhundert (siehe auch: Liste der Monuments historiques in Soignolles-en-Brie)
- Kapelle des ehemaligen Priorats Saint-Sébastien-du-Mont